# Лаптев, Сергей Петрович
Сергей Петрович Лаптев (6 октября 1906, с. Плотавец, Курская губерния — 26 декабря 1972, с. Плотавец, Белгородская область) — старший сержант Рабоче-крестьянской Красной Армии, участник Великой Отечественной войны, Герой Советского Союза (1943).

## Биография
Сергей Лаптев родился 6 октября 1906 года в селе Плотавец (ныне — Корочанский район Белгородской области). После окончания начальной школы работал в колхозе. В 1928 и 1938—1939 годах проходил службу в Рабоче-крестьянской Красной Армии. Участвовал в польском походе. С мая 1942 года — на фронтах Великой Отечественной войны.
К сентябрю 1943 года красноармеец Сергей Лаптев был подносчиком снарядов 494-го горно-вьючного миномётного полка 40-й армии Воронежского фронта. Отличился во время битвы за Днепр. В сентябре 1943 года Лаптев в составе взвода противотанковых ружей переправился через Днепр в районе села Триполье Обуховского района Киевской области Украинской ССР и принял активное участие в боях за захват и удержание плацдарма на его западном берегу. Во время отражения очередной контратаки Лаптев поднял свой взвод в атаку и лично уничтожил около взвода вражеских солдат и офицеров. В том бою он получил тяжёлое ранение, но продолжал сражаться, уничтожив 3 танка и 1 самоходное артиллерийское орудия. После второго тяжёлого ранения потерял сознание и был отправлен в госпиталь.
Указом Президиума Верховного Совета СССР от 24 декабря 1943 года за «мужество, отвагу и героизм, проявленные в борьбе с немецкими захватчиками», красноармеец Сергей Лаптев был удостоен высокого звания Героя Советского Союза с вручением ордена Ленина и медали «Золотая Звезда» за номером 2734.
После окончания войны в звании старшего сержанта Лаптев был демобилизован. Проживал и работал в родном селе, руководил фермой, колхозом. Умер 26 декабря 1972 года.
Был также награждён орденом Отечественной войны 1-й степени и рядом медалей.